# Сенека (округ Шавано, Вісконсин)
Сенека (англ. Seneca) — місто (англ. town) в США, в окрузі Шавано штату Вісконсин. Населення — 495 осіб (2020).

## Демографія
Згідно з переписом 2010 року, у місті мешкало 558 осіб у 212 домогосподарствах у складі 161 родини. Було 292 помешкання
Расовий склад населення:
| - 96,6 % — білих - 1,8 % — корінних американців |

До двох чи більше рас належало 1,6 %. Частка іспаномовних становила 0,0 % від усіх жителів.
За віковим діапазоном населення розподілялося таким чином: 21,1 % — особи молодші 18 років, 61,3 % — особи у віці 18—64 років, 17,6 % — особи у віці 65 років та старші. Медіана віку мешканця становила 46,0 року. На 100 осіб жіночої статі у місті припадало 104,4 чоловіків;  на 100 жінок у віці від 18 років та старших — 102,8 чоловіків також старших 18 років.
Середній дохід на одне домашнє господарство  становив 52 497 доларів США (медіана — 44 125), а середній дохід на одну сім'ю — 59 184 долари (медіана — 48 750). Медіана доходів становила 38 750 доларів для чоловіків та 30 625 доларів для жінок. За межею бідності перебувало 8,4 % осіб, у тому числі 7,1 % дітей у віці до 18 років та 19,7 % осіб у віці 65 років та старших.
Цивільне працевлаштоване населення становило 165 осіб. Основні галузі зайнятості: освіта, охорона здоров'я та соціальна допомога — 23,0 %, виробництво — 13,9 %, мистецтво, розваги та відпочинок — 12,7 %.